# إيفا جرام شخولدر
إيفا جرام شخولدر (بالدنماركية: Eva Gram Schjoldager)‏ هي ممثلة دنماركية، ولدت في 8 مايو 1966 في آرهوس في الدنمارك.

## وصلات خارجية
- إيفا جرام شخولدر على موقع IMDb (الإنجليزية)
- إيفا جرام شخولدر على موقع قاعدة بيانات الفيلم (الإنجليزية)
- إيفا جرام شخولدر على موقع كينوبويسك (الروسية)